# 2018 FIFAワールドカップの論争一覧
2014年の冬季オリンピックと同様に、2018 FIFAワールドカップの開催国としてのロシアの選択は問題にされている。
論争中の問題は人種差別をロシアのサッカー界に含めていて、広いロシアの社会の中でLGBTの人々に対する差別に気づいていた。
また、ウクライナの衝突におけるロシアの関与は、クリミアの併合とマレーシア航空17便の破壊におけるロシアの疑わしい役割において、明らかになっている。
これについてはいくつかの国によって指摘されたが、2018年招致プロセスと2022 FIFAワールドカップにおける腐敗の主張はリポートによって却下された。

## ロシアでの差別

### 人種差別
それが発表された後に、ロシアはなぜ2018 FIFAワールドカップを主催するのか。UEFAフェア監視センターのトップは、スタジアムで人種差別的な歌を軽くみたことによってロシアサッカー協会を告発した。2013年10月に、ロシアのサッカークラブであるクラブCSKAモスクワのファンによって人種的に乱用された後に、コートジボワールのサッカー選手であるヤヤ・トゥーレもロシアがサッカーにおいて人種差別に取り組まない限り、黒いプレーヤーが2018年のワールドカップをボイコットするかもしれないと述べた。
ワールドカップがブラジルからロシアに引き継がれた2014年7月13日にロシアのウラジーミル・プーチン大統領は、「ブラッター会長はたくさんの個人的な努力を、社会問題に対処することに注ぎ、私達は、ロシアでのワールドカップへの準備が、また、薬、人種差別、および私達が今日直面している他の課題と戦うなどの仕事に寄与するであろうということを望みます」と言った。

### LGBTによる行動主義
ロシアにおけるLGBTの人々に対する気づかれている重い差別に呼応して、多くの請願は、FIFAがロシアから開催権をはく奪することを要求して、それを広めている。
アメリカ合衆国の上院議員や権利向上活動家の他数千人の人々が、これらの請願にサインした。

## ウクライナの衝突

### クリミア
2014年のロシア連邦によるクリミアの併合は、ロシアで2018年のワールドカップを主催するその決定をくつがえすことをFIFAに求めている何人かのイギリスとアメリカの政治家をもたらしていた - アンディ・バーナム・イギリスの影の国務長官は、ロシアがワールドカップを主催することを妨げられるだけでなく締め出されるべきであるFIFA会長のセップ・ブラッターに、2人のアメリカの共和党の上院議員が共同の手紙を書く間、そのサッカーが体を制御することが再考するべきであると指摘した。そのうえで1992年に行われたユーロと第二次世界大戦の前の1930年代のナチとアドルフ・ヒトラーの譲歩によってカップを主催しているロシアの間でこの場合と宣言等価にたどられる行動のコースとしての1994 FIFAワールドカップから締め出されているユーゴスラビアの先例を出してそれに参加するという。2014年3月、ブラッターはそれらの要求を却下し、次のように発言した。「ワールドカップはロシアに与えられ、可決されていて、私達は私達の仕事によって前に行きます」

### マレーシア航空17便
2014年7月に、マレーシア航空17便が墜落した後に開催権が動かされる呼び出しが再びあった。ドイツ政府の中の議院法学者であるマイケル・フックスがトーナメントを動かすことがロシアへの制裁より実用的であろうという彼の主張を述べた。オランダ側は、災害において最も多くの犠牲者との国を代表して、そのような議論が事故の調査まで待つべきであると宣言したが、ドイツサッカー協会はこの問題についてコメントしなかった。
イギリス副首相であるニック・クレッグは、衝突のロシアに起因してワールドカップの開催権はく奪をするべきだという主張を述べた。イギリス首相のデイビッド・キャメロンはこのアイデアを共有しなかったが、気遣いを高く評価した。しかし、ブラッターはトーナメントが「善のための力」であるべきであると話した。

### ウクライナ東部での派兵
ウクライナ東部のロシア軍の直接的な軍隊の関与のいくつかの報告に続いてヨーロッパの外交官は、イギリス首相のキャメロンが拡張された制裁パッケージの一部として、ロシアがワールドカップのそのホスティングを取り除かれるように働いていたことを2014年8月29日に明らかにした。数日後、この事がロシアに対する拡張されたEUの制裁についての提案のリストにあったことは明らかにされたが、この提案がトーナメントのおよそ4年前にされたという事実のための迅速な行動はとられなかった。

## 腐敗の主張
トーナメントを主催するために、ロシアと競合したイギリスサッカー協会は2018年の招致プロセスと2022のワールドカップにおいて癒着していると思われたロシアとカタールを疑惑を晴らした2014年11月の42ページのリポートによって満たされていなかった。そのため、イギリスサッカー協会会長のグレッグ・ダイクは再調査を要求していた。ダイクの前任者であるデイビッド・バーンスタインが、ロシアとカタールとの大会をボイコットすることを UEFAのすべての会員に求めている。
ラインハルト・ドイツサッカー連盟の会長は腐敗の調査が完全に公表されない限り、FIFAを脱退することをUEFAに求めた。